# Nymphalis nakayamai
Nymphalis nakayamai är en fjärilsart som beskrevs av Hashimoto 1940. Nymphalis nakayamai ingår i släktet Nymphalis och familjen praktfjärilar. Inga underarter finns listade i Catalogue of Life.